# Bob Almond
Bob Almond   (Seül, 4 de gener de 1967) és un entintador de còmics nord-americà els crèdits del qual inclouen les publicacions de Marvel Comics Warlock and the Infinity Watch, Black Panther i Annihilation: Conquest : Quasar. Almond també és conegut per la seva punta de llança dels Premis Inkwell per homenatjar els entintadors de còmics.

## Biografia
Almond es va interessar pels còmics als nou anys. De jove va començar a dibuixar el còmic independent Torpedo Comics, amb els seus amics i el seu germà Mike. Es va llicenciar en il·lustració a la Universitat de Massachusetts Dartmouth i es va graduar el 1990 amb un BFA en Il·lustració.

## Carrera
L'entrada d'Almond a la indústria del còmic va sorgir com a resultat dels esforços dels companys artistes Bernie Wrightson i Jim Starlin. L'octubre de 1991, Almond va conèixer Wrightson a la festa anual de Halloween de Wrightson. Starlin va convèncer el seu editor de Marvel Comics perquè contractés Almond com a substitut de Terry Austin com a entintador a Warlock and the Infinity Watch.
Almond va passar a altres projectes l'any 1999, treballant independentment en títols com Black Panther, Annihilation: Conquest - Quasar, Heroes for Hire i Star Trek: Deep Space Nine. Ha treballat per a editorials com DC Comics, Penny-Farthing Press, Malibu Comics, Acclaim Comics, Wildstorm, IDW Publishing, Harris Publications, Valiant Comics i Kingstone Media. El febrer de 2018, la pel·lícula Black Panther li va agrair als seus crèdits, juntament amb altres creadors. Ell i molts altres creadors de Black Panther van ser traslladats a Los Angeles per a la projecció de la pel·lícula el 29 de gener de 2018. El 26 d'octubre de 2022, es va fer l'estrena mundial de Black Panther: Wakanda Forever amb Bob i els seus socis creatius narradors que van rebre els crèdits finals de "Special Thanks".

### Premi i reconeixements
Del 2006 al 2009, Almond va escriure la columna "Inkblots" a la revista Sketch. Durant aquells anys, també va assistir extraoficialment a la Comics Buyer's Guide (Guia del comprador de còmics) a identificar i acreditar entintadors. Això el va portar el 2008 a fundar els Inkwell Awards, per homenatjar els entintadors de còmics. Des de gener de 2008, Almond forma part del comitè dels Premis Inkwell com a fundador, director i tresorer. Va introduir el concepte de la Sra. Inkwell, el model promocional i la personificació dels Premis.